# Poetry in Motion
Singles de Johnny Tillotson
Earth Angel
(1960) Jimmy's Girl
(1961)
Poetry in Motion est une chanson originellement enregistrée et rendue populaire par le chanteur américain Johnny Tillotson. Il l'a enregistrée sur le label Cadence Records et sortie en single en 1960,,.
Aux États-Unis, la chanson a atteint la 2e place (dans le Hot 100 de Billboard pour la semaine du 14 novembre 1960). Au Royaume-Uni, elle a passé deux semaines à la 1re place du hit-parade national des singles (en janvier 1961).

## Composition
La chanson est écrite par Mike Anthony et Paul Kaufman.

## Reprises
La chanson a été notamment reprise par Bobby Vee et par Cliff Richard.